# Jacht Klub Wielkopolski
Jacht Klub Wielkopolski – klub jachtowy z siedzibą w Poznaniu nad jeziorem Kierskim.

## Historia

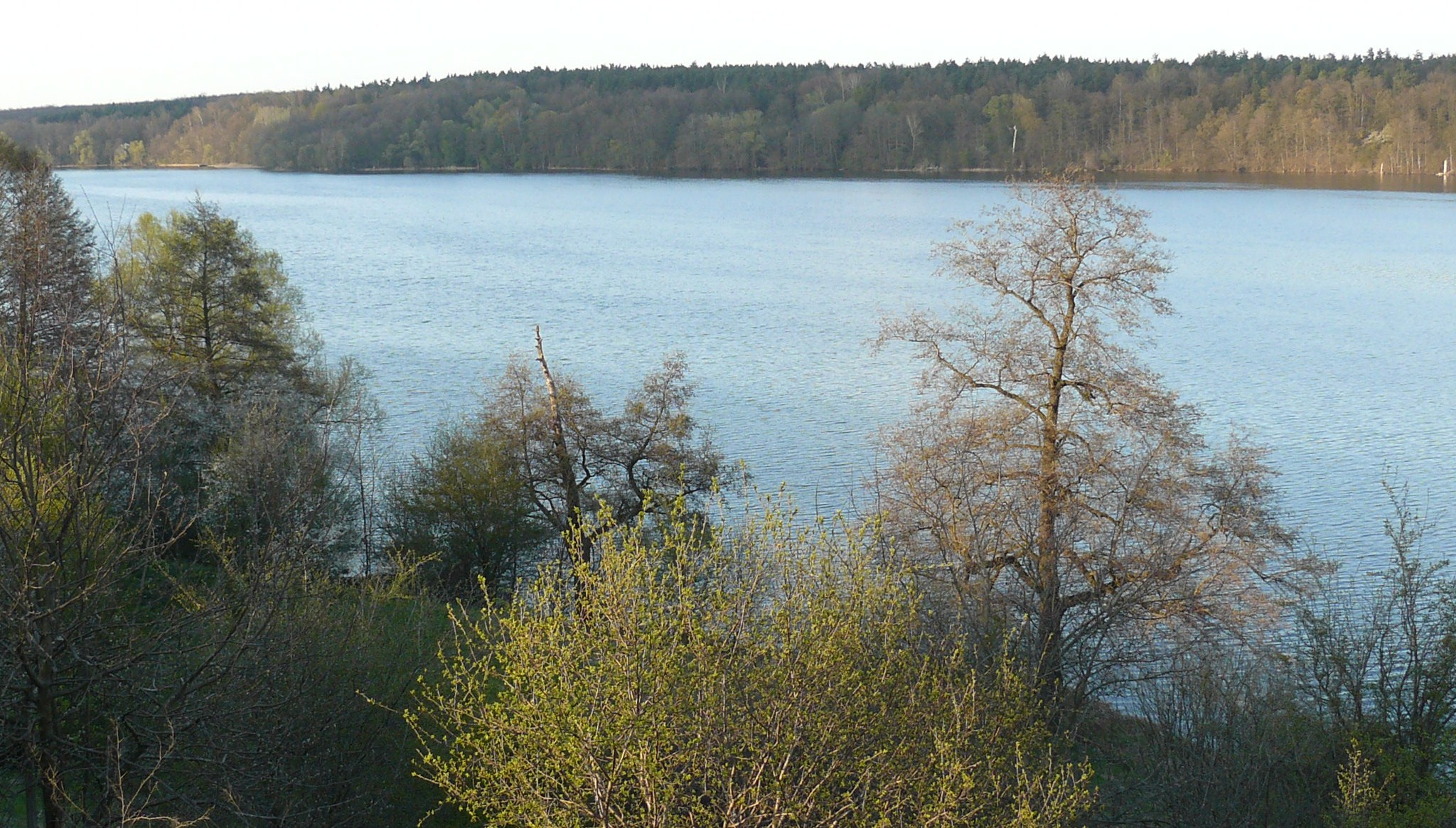
Jezioro Kierskie - macierzysty akwen klubowy

Od 1925 istniała w Poznaniu harcerska drużyna Wilków Morskich. Klub (pod nazwą Yacht-Klub Wielkopolski) powstał 18 sierpnia 1933 w środowisku żeglarzy spotykających się nad jeziorem Kierskim. Założyciele to: Aleksander Zieliński, Witold Rotnicki, Edmund Byliński, Franciszek Kasprzak, Maksymilian Sarbak oraz Jan Taczała. Pierwszy zarząd tworzyli: Ludwik Podkomorski (komandor), Stanisław Iwicki, Maksymilian Matuszewski, Franciszek Kasprzak, Kajetan Woźniak, Aleksander Zieliński i Jan Taczała. Ten ostatni wraz z Maksymilianem Sarbakiem darowali klubowi jego pierwszą łódź o nazwie "Irenka" posiadającą żagiel o powierzchni 5m². Nazwę zmieniono wkrótce na bardziej polskobrzmiącą - Jacht Klub Wielkopolski, a nad północnym brzegiem jeziora Kierskiego zakupiono działkę, na której posadowiono wagon kolejowy na palach (szatnie, hangar, warsztat, noclegownia), a także pomost z drewna. Pierwszy sezon otwarto m.in. przy udziale Edwarda Raczyńskiego, Bernarda Chrzanowskiego, generała Mariusza Zaruskiego i prof. Stanisława Pawłowskiego. Odbyto wówczas pierwsze regaty klubowe i poświęcono nowe jachty - "Beniowskiego" i "Wichra". 
W 1931 (za komandora Teofila Kucharskiego) powiększono działkę klubową do 1,6 hektara oraz zniwelowano skarpę nazywaną Łysą Górą. Pomost przedłużono do 186 metrów, a także zbudowano nowe: hangar, warsztat i szatnię. Uzyskano w ten sposób infrastrukturę najnowocześniejszego klubu jachtowego w Polsce. Najlepsi zawodnicy tamtych czasów to: Zygmunt Koszyca, Henryk Urbaniak oraz Jan Kucharski. Ten pierwszy był ostatnim pływającym Polakiem na jeziorze w 1939 (pływał do wieczora 31 sierpnia). W 1945 pojawił się tu również jako pierwszy uczestniczący w odbudowie członek klubu. 
Podczas II wojny światowej klub był organizacją tylko dla Niemców. Polacy nie mieli wstępu na jezioro Kierskie. W lutym 1945 Niemcy zrabowali sześć najlepszych jachtów, a także większość klubowego sprzętu. 8 kwietnia 1945 wybrano pierwszy powojenny zarząd. Prezesem został Teofil Kucharski. 
W czasach stalinizmu, by uniknąć likwidacji, organizacja stała się częścią Jacht Klubu Polski, który i tak zlikwidowano w 1950. Klub włączono w tej sytuacji w struktury Zrzeszenia Sportowego "Ogniwo". Liczba członków zmalała z 200 do 80. W 1955 utworzono sekcję żeglarską "Sparta" przy Prezydium Miejskiej Rady Narodowej Poznania. Reaktywacja klubu nastąpiła 28 stycznia 1957. 
W latach następnych nawiązała się ścisła współpraca z Międzynarodowymi Targami Poznańskimi, co zaowocowało rozgrywaniem prestiżowych zawodów - Międzynarodowego Pucharu Targów Poznańskich. W najlepszych latach puchar gromadził około trzystu zawodników. Na miejscu, własnymi siłami, produkowano jachty - m.in. Słonki, Cadety, Hornety i OK Dinghy. 
W 1968 zmodernizowano przystań, zbudowano zaplecze sanitarne i nowe hangary. Stanął też nowy pawilon klubowy. Wszystko to związane było z przygotowaniami do Żeglarskiej Spartakiady Młodzieży. W 1974 dokupiono nową parcelę, na której stanął 60-miejscowy hotel. 

## Regaty
Do tradycji klubowych weszło rozgrywanie Regat Wiosennych o Puchar JKW oraz Memoriału Jacka Sobkowiaka (jesień). Bogdan Kramer, Stefan Kowalski i Stefan Krzyżański byli pomysłodawcami Regat o Srebrny Żagiel Optimista, w których uczestniczyli m.in.: Paweł Kowalski, Łukasz Buczyński, Tomasz Chamera, Karolina Wolniewicz, Weronika Glinkiewicz oraz Mateusz Kusznierewicz (ten ostatni w wieku dwunastu lat).

## Olimpijczycy
Olimpijczycy związani z klubem: Ryszard Skarbiński (Tallin, 1980), Bogdan Kramer i Jarogniew Krüger (Tallin, 1980), Grzegorz Myszkowski (Seul, 1988), Jacek Sobkowiak (powołany do kadry na zbojkotowane igrzyska w Los Angeles, 1984), Weronika Glinkiewicz (Atlanta, 1996).

## Medaliści mistrzostw
Medaliści mistrzostw związani z klubem: Henryk Blaszka i Tomasz Krzyżański, Bogdan Kramer, Mariusz Szmyt, Michał Kotewicz (dwukrotnie), Piotr Myszkowski - mistrzostwa świata, Ryszard Skarbiński, Mariusz Blaszka i Jacek Harasymczuk, Bogdan Kramer (sześciokrotnie), Jacek Sobkowiak (dwukrotnie), Grzegorz Myszkowski, Paweł Pawlaczyk - mistrzostwa Europy.